# Verzorgingsplaats Rivierduin
Verzorgingsplaats Rivierduin is een Nederlandse verzorgingsplaats langs de A6 Joure-Muiderberg tussen afritten 12 en 11 aan het IJsselmeer, in het noorden van de gemeente Lelystad.
De verzorgingsplaats is vernoemd naar de naam voor zandafzettingen door een rivier: rivierduin. De naam rivierduin past overigens niet bij de omgeving: de verzorgingsplaats ligt namelijk aan een meer (IJsselmeer).
Bij de verzorgingsplaats zijn geen voorzieningen aanwezig.
Aan de andere kant van de snelweg ligt verzorgingsplaats Oeverwal.
Richting Joure:
Lepelaar · 
Oeverwal · 
De Abt · 
Wellerzand · 
De Lanen
Richting Muiderberg:
De Wiel · 
Lemsterhop · 
Han Stijkel · 
Rivierduin · 
Aalscholver